# Cala Forn
Cala Forn es una pintura al óleo sobre tela pintada por Joaquim Sunyer en 1917. Se expone en el Museu Nacional d'Art de Catalunya.

## Descripción
Después de unos años en París, donde fue influenciado por los postimpresionistas franceses antes de adoptar un lenguaje próximo a Cézanne, Sunyer volvió a Cataluña, donde se consagró como adalid del noucentisme, movimiento artístico que propugnaba un retorno a los modelos clásicos y mantenía la figuración en oposición a los movimientos de vanguardia. «Cala Forn», una de las obras más paradigmáticas de Sunyer y del noucentisme, supuso la culminación de su proceso creativo. Con una gran fuerza expresiva y sensibilidad, el artista logra una perfecta integración de las figuras en el paisaje, que no se limitan a reproducir la realidad cotidiana, sino que se convierten en símbolos de la Cataluña de entonces.

## Exposiciones
- 1918 Exposició d'Art, Barcelona, Museo Municipal de Bellas Artes de Barcelona
- 1918 Primer saló de Tardor, Barcelona, Associació Amics de les Arts
- 1920 Salon d'Automme. Catalouge des ouvrages de peinture, sculpture, dessin et gavure, París, Palais des Champs- Elysées
- 1959 Joaquim Sunyer, Barcelona, Palau de la Virreina
- 1962 École de París, París, Galerie Charpentier
- 1974 Noucentisme i els anys vint, Barcelona, Galería Dau al Set
- 1978 Art i Modernitat als Païssos Catalans, Berlín, Staatliche Kunsthalle
- 1981 Les Realismes 1919-1939, París, Centre Georges Pompidou
- 1982 Picasso i Barcelona, Barcelona, Saló del Tinell
- 1983 Catalunya en la España Moderna 1744-1983, Madrid, Centro Cultural de la Villa de Madrid
- 1986 Homage to Barcelona. The city and its art 1888-1936, Londres, Hayward
- 1987 Homage to Barcelona. The city and its art 1888-1936, Barcelona, Palau de la Virreina
- 1995 El noucentisme un projecte de modernitat, Barcelona , CCCB
- 1998 De Picasso a Dalí. As raízes da vanguarda espanhola (1907-1936), Lisboa, Museo de Chiado
- 1999. Joaquim Sunyer. La construcció d'una mirada, Barcelona, Museu Nacional d'Art de Catalunya